# Héldon Ramos
Héldon Augusto Almeida Ramos, noto semplicemente come Héldon Ramos (Espargos, 14 novembre 1988), è un calciatore capoverdiano, centrocampista dell'Aeroporto.

## Carriera
È il miglior marcatore della nazionale capoverdiana.

## Palmarès

### Club

#### Competizioni nazionali
- Coppa del Re dei Campioni: 1

Al-Taawoun: 2019